# Grande vitesse ferroviaire en Tchéquie

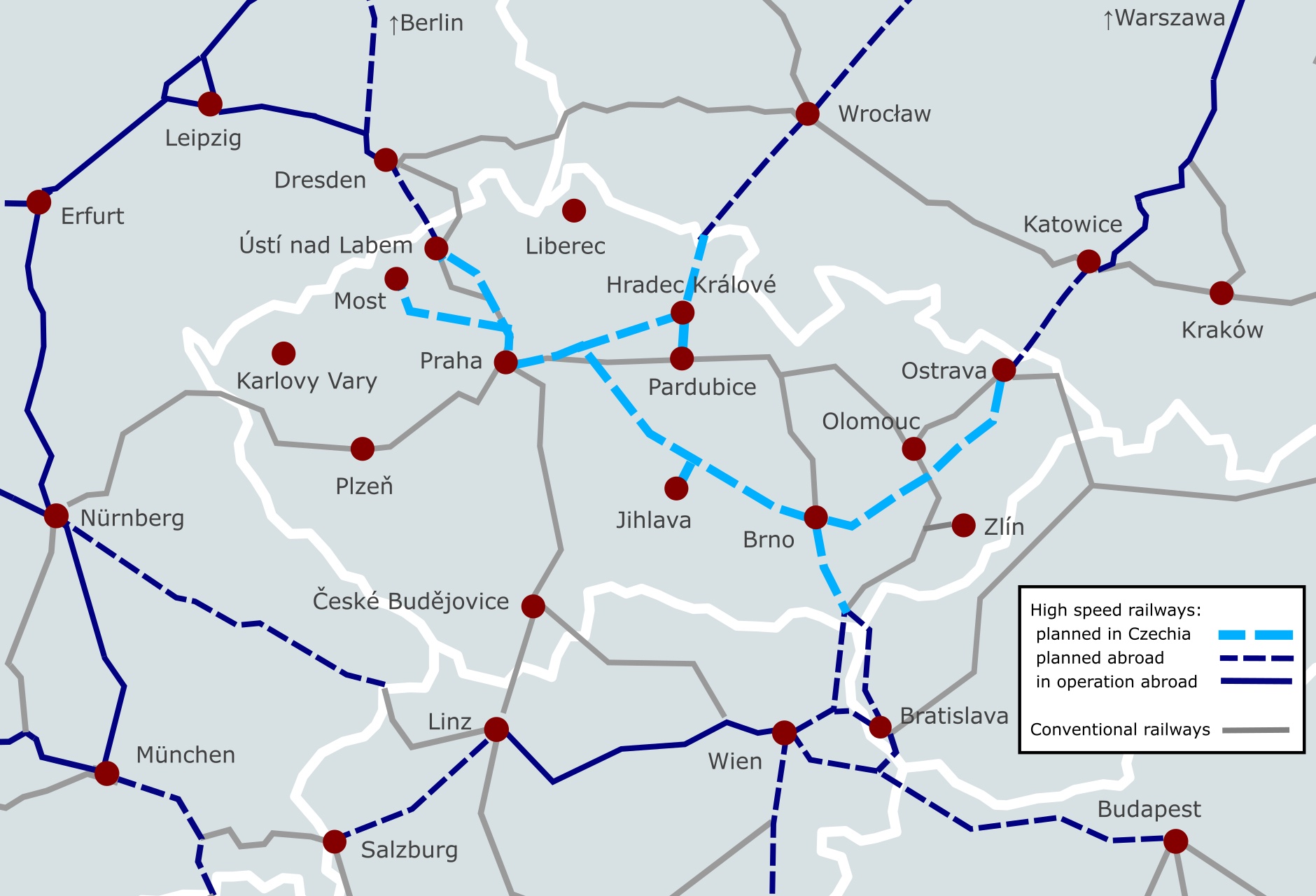
Carte du projet de ligne à grande vitesse en République tchèque et dans les pays voisins.

Un réseau ferroviaire à grande vitesse et République tchèque est prévu, avec une construction planifié pour 2026 et une vitesse maximale comprise entre 200 et 320 km/h. Bien que České Dráhy possède et exploite plusieurs matériels roulants capables d'atteindre des vitesses de 230 km/h depuis 2004, il n’existe, en 2024, aucune infrastructure capable d’atteindre une vitesse supérieure à 200 km/h. La seule exception est la voie de 13,3 kilomètres du circuit d'essai ferroviaire de Velim avec une vitesse maximale autorisée de 230 km/h pour les trains pendulaires et jusqu'à 210 km/h pour les trains conventionnels. Le fabricant tchèque de matériel roulant Škoda Transportation produit du matériel roulant à grande vitesse depuis les années 1970 .

## Infrastructure

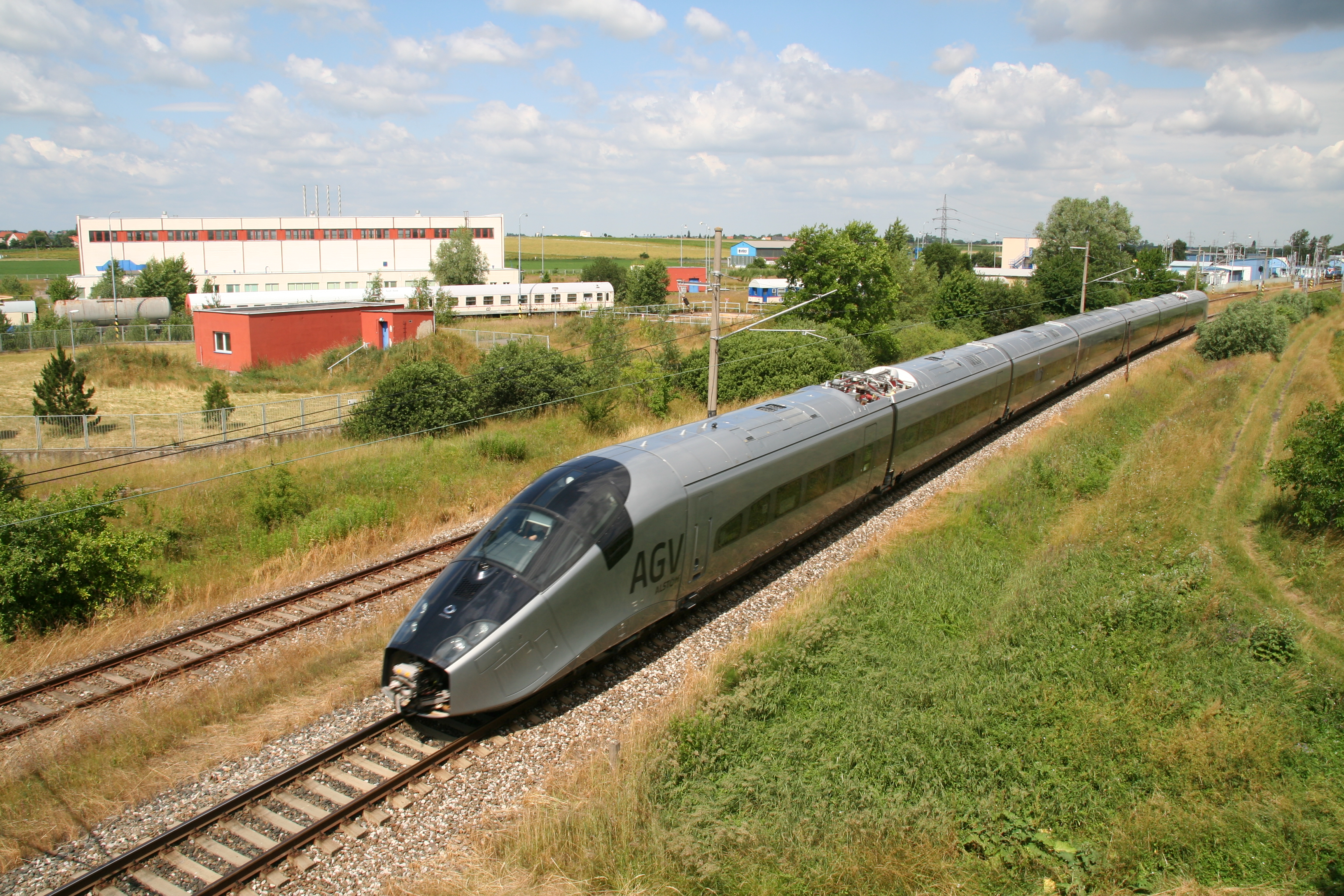
Train AGV Alstom sur le grand circuit de Velim

Les bases du train à grande vitesse tchèque ont été posées en 2017, lorsque le gouvernement a approuvé le programme de développement du train à grande vitesse. Selon ce programme, les itinéraires suivants, appelés « RS » (pour rychlá spojení, liaisons rapides) seront développés :
- RS1 - Prague - Brno - Ostrava - (Katowice)
- RS2 - Brno - Břeclav - (Vienne / Bratislava)
- RS3 - Prague - Plzeň - (Nuremberg / Munich)
- RS4 - Prague - Ústí nad Labem - (Dresde)
- RS5 - Prague - Hradec Králové - (Wrocław)

Le développement comprendra la construction de nouvelles lignes ainsi que la modernisation des lignes existantes à 200 km/h. Les nouveaux itinéraires à grande vitesse sont divisés en tronçons suivants :
| label  | section                | LGV      | longueur | vitesse maximum | utilisation       | date de début de construction | mise en service |
| ------ | ---------------------- | -------- | -------- | --------------- | ----------------- | ----------------------------- | --------------- |
| VRT-01 | VRT Polabí             | RS1, RS5 | 29 km    | 320 km/h        | voyageurs         | 2027                          | 2032            |
| VRT-02 | VRT Střední Čechy      | RS1      | 70 km    | 320 km/h        | voyageurs         | 2028                          | 2032            |
|        | VRT Vysočina II. fáze  | RS1      | 79 km    | 320 km/h        | voyageurs         | 2029                          | 2034            |
| VRT-04 | VRT Vysočina I. fáze   | RS1      | 33 km    | 320 km/h        | voyageurs         | 2028                          | 2032            |
|        | VRT Haná               | RS1      | N/A      | 320 km/h        | voyageurs         | après 2040                    | après 2045      |
| VRT-05 | VRT Jižní Morava       | RS2      | 34 km    | 320 km/h        | voyageurs         | 2027                          | 2030            |
| VRT-06 | VRT Moravská brána I   | RS1      | 20 km    | 320 km/h        | voyageurs         | 2027                          | 2030            |
| VRT-07 | VRT Moravská brána II  | RS1      | 45 km    | 320 km/h        | voyageurs         | 2026                          | 2032            |
| VRT-08 | VRT Podřipsko          | RS4      | 58 km    | 320 km/h        | voyageurs         | 2027                          | 2030            |
|        | VRT Středohorský tunel | RS4      | 21.5 km  | 250 km/h        | voyageurs et fret | 2038                          | 2045            |
| VRT-09 | VRT Krušnohorský tunel | RS4      | 23 km    | 200 km/h        | voyageurs et fret | 2028                          | 2038            |
|        | VRT Poohří             | RS4      | 65 km    | 250 km/h        | voyageurs et fret | après 2030                    | 2035            |
|        | VRT Východní Čechy     | RS5      | 60 km    | 250-320 km/h    | voyageurs         | après 2040                    | après 2040      |
|        | VRT Podkrkonoší        | RS5      | 50-60 km | 250-320 km/h    | N/A               | après 2040                    | après 2040      |

### Projets prioritaires
En 2018, SŽDC a identifié trois tronçons prioritaires, :
- VRT Polabí (HST Polabí) - Prague - Poříčany (30 km) - partie des RS1 et RS5
- VRT Jižní Morava (HST Moravie du Sud) - Brno - Vranovice - partie du RS2
- VRT Moravská brána (HST Porte Morave) - Přerov - Ostrava - partie du RS1

### Gares
Plusieurs nouvelles gares sont prévues le long de la ligne à grande vitesse RS1 (Prague-Brno-Ostrava). Juste au sud de l'autoroute D11, dans la ville de Nehvizdy, dans le district de Prague-Est, le nouveau terminal de Prague Est (Terminál Praha východ) est en projet,. Cette gare sera une plaque tournante du transport dans le cadre des routes RS1 et RS5 (Prague-Liberec/Hradec Králové) et desservira principalement les habitants de la partie nord-est de la région de Bohême centrale. Le long de la RS1, la ligne à grande vitesse sera reliée par un embranchement à la gare de Světlá nad Sázavou, qui sera reconstruite.
À proximité de la sortie 112 de l'autoroute D1 dans le district de Jihlava, une nouvelle gare à Jihlava (terminál Jihlava VRT) est prévue dans le cadre du RS1. Cette gare sera également reliée au chemin de fer régional entre Jihlava et Havlíčkův Brod et servira de pôle d'échange pour la région de Vysočina. Une autre nouvelle gare à l'ouest de Velká Bíteš est prévue sur une ligne secondaire de la RS1 vers le chemin de fer régional entre Havlíčkův Brod et Brno.
Au sud de Brno, la nouvelle gare Brno-Vídeňská devrait desservir la région autour de Brno et éviter tout trafic inutile vers la gare principale de Brno, au centre-ville.
Une nouvelle gare est prévue le long de la ligne à grande vitesse RS4 (Prague - Ústí nad Labem). Cette gare nouvelle (Terminál Roudnice nad Labem VRT) sera construite à l'ouest de Roudnice nad Labem et servira de plaque tournante de transfert dans le district de Litoměřice.
SŽ envisage également de moderniser certains équipements ETCS prévu pour 160 km/h pour qu'ils soient aptes à des circulation à 200 km/h, et également relever certaines vitesses des 160 km/h actuels à 200 km/h. En 2020, SŽ a lancé un appel d'offres pour moderniser 9 km pour les sections Soběslav - Doubí et 20 km entre Sudoměřice – Votice à 200 km/h, les deux projets se situent sur la route Prague - České Budějovice.

## Matériel roulant exploité en République tchèque

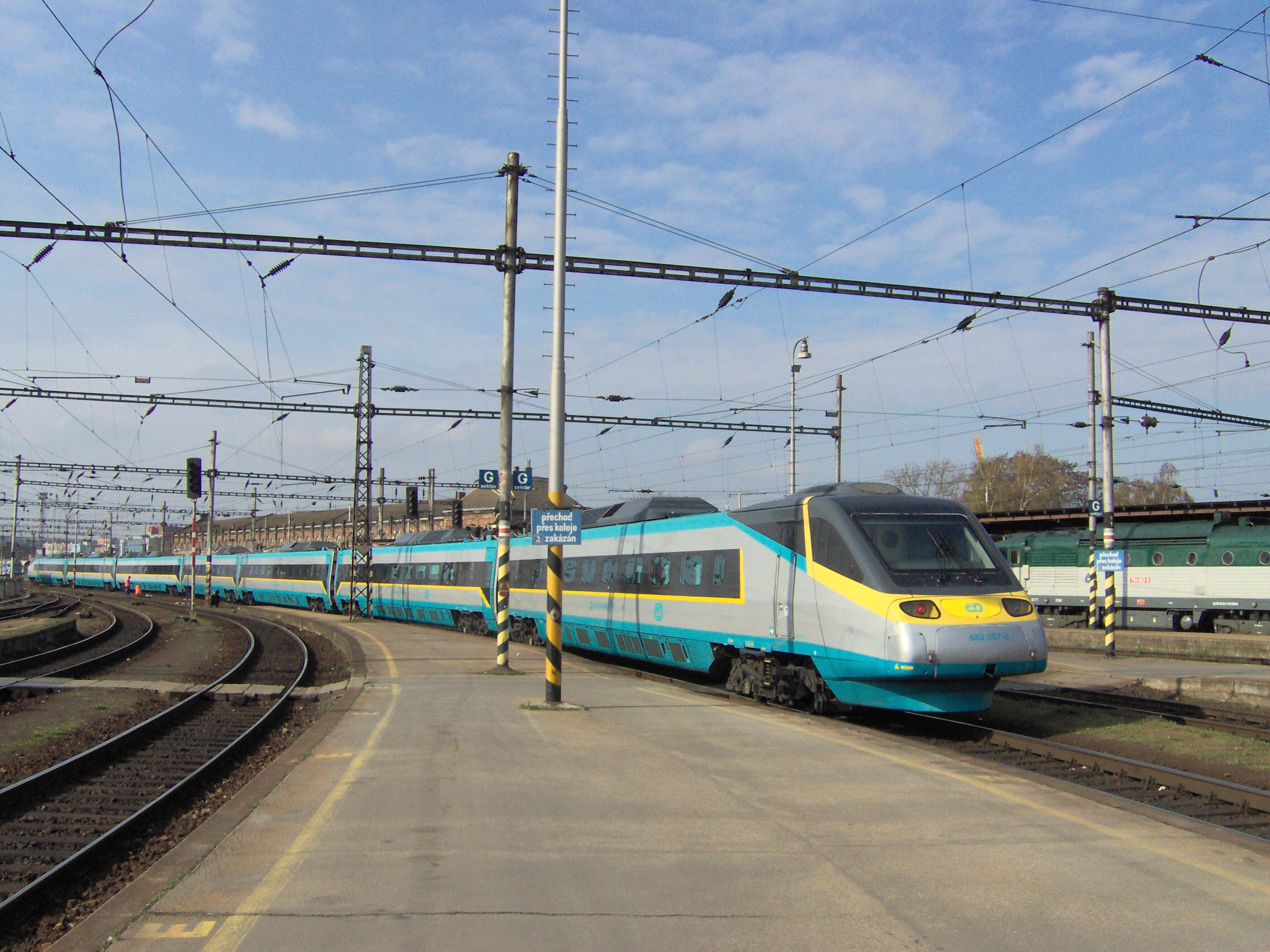
Rame ČD Classe 680 à Brno

Depuis 2004, České dráhy exploite sept ensembles ČD Classe 680 (en). Ces trains Pendolino sont capables de fonctionner à 230 km/h et étaient destinés à être exploités sur la route Berlin - Prague - Vienne. Lors d'essais de Břeclav à Brno le 18 novembre 2004, la classe ČD 680 a atteint une vitesse de 237 km/h et a créé un nouveau record de vitesse ferroviaire tchèque (en). En réalité, les ČD Class 680 n'ont jamais été exploités en Allemagne et ont été utilisées uniquement en Autriche et en Slovaquie ; depuis 2012, ils opèrent uniquement en Tchéquie et en Slovaquie.
À partir de 2010, České dráhy reçoit la livraison de 20 nouvelles locomotives ČD Classe 380 capables d'une vitesse de 200 km/h, ils exploitent également des dizaines de voitures particulières capables d'atteindre cette vitesse (classes 10-91, 21-91, 72-91 et 88-91). En 2013, České dráhy a également commandé 7 trains Railjet capables d'une vitesse de 230 km/h.

## Matériel roulant fabriqué en République tchèque

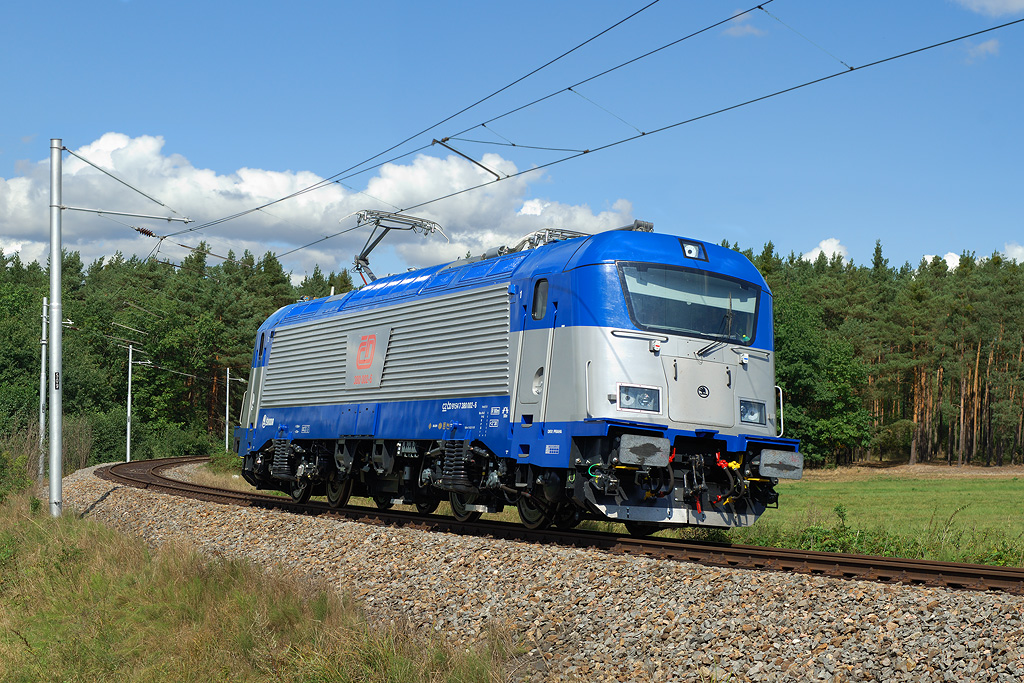
Locomotive ČD Classe 380 sur le circuit de Velim

En 1974 et 1979, Škoda a produit 12 locomotives Škoda 66Е capables d'une vitesse de 200 km/h pour l'URSS. Celles-ci étaient désignés sous le nom de Chs200 (ЧС200) et étaient principalement utilisés sur le train Nevsky Express de la ligne ferroviaire Moscou-Saint-Pétersbourg. Les locomotives ont été rénovées dans les années 1990 et lors des essais en 2007, une locomotive a atteint une vitesse de 262 km/h.
Depuis 2008, Škoda produit des locomotives Skoda 109E capables d'une vitesse supérieure à 200 km/h. Le lot ČD Class 380 est certifié pour 220 km/h, tout comme la future DB Class 102, mais le lot slovaque ZSSK Class 381 uniquement pour une vitesse de 160 km/h. En plus de la classe DB 102, un lot de rames à deux étages d'une vitesse de construction de 200 km/h sera livré, bien que limité par la loi à 189 km/h.

## Le futur matériel roulant
České dráhy avait pour objectif de préparer sa flotte à des vitesses supérieures à 200 km/h en lançant un appel d'offres pour l'achat de nouvelles rames. En 2021, le consortium Siemens Mobility et Škoda Transportation a remporté l'appel d'offres pour 20 unités sans traction Viaggio Comfort (en) avec huit voitures passagers et une voiture de contrôle des passagers, permettant un fonctionnement traction-poussée. Avec une vitesse de fonctionnement conçue pour 230 km/h, la livraison devrait démarrer entre 2024 et 2026 et la commande est évaluée à environ un demi-milliard d'euros.
Les wagons seront homologuées pour fonctionner en République tchèque et dans les pays européens voisins tels que l'Allemagne, l'Autriche, la Slovaquie, la Hongrie et la Pologne. Les unités non motrices seront tractées par des locomotives Siemens Vectron MS commandées séparément en 2022, avec des livraisons commençant en 2025 et un nombre initial de 50 locomotives avec une vitesse désignée de 230 km/h.